# Магеланг
Магела́нг (индон. Magelang) — город в Индонезии, расположенный на территории провинции Центральная Ява. Территория города выделена в самостоятельную административную единицу — муниципалитет.
К югу от города расположен буддистский храмовый комплекс Боробудур.

## Географическое положение
Город находится в южной части провинции, в центральной части острова Ява, у подножия вулканов Мербабу и Сумбинг. Абсолютная высота — 353 метров над уровнем моря.

Магеланг расположен на расстоянии приблизительно 53 километров к юго-юго-западу (SSW) от Семаранга, административного центра провинции.

## Административное деление
Территория муниципалитета Магеланг подразделяется на три района (kecamatan), которые в свою очередь делятся на 17 сельских поселения (kelurahan). Общая площадь муниципалитета — 18,12 км².

## Население
По данным официальной переписи 2010 года, население составляло 118 227 человек.
Динамика численности населения города по годам:
| 1980    | 1990    | 2000    | 2005    | 2010    | 2012    |
| ------- | ------- | ------- | ------- | ------- | ------- |
| 123 484 | 123 156 | 115 594 | 124 374 | 118 227 | 117 846 |

## История
Магеланг, первоначально известный как Мантьясих (Mantyasih), был основан 11 апреля 907 года и являлся частью средневекового яванского государства Матарам.